# Fosse Étrœungt
La fosse Étrœungt ou d'Étrœungt de la Compagnie d'Étrœungt, future constituante de la Compagnie des mines d'Azincourt, est un ancien charbonnage du Bassin minier du Nord-Pas-de-Calais, situé à Aniche. Les travaux de cette fosse de recherches commencent en 1838 sur les hauteurs de la commune, et le diamètre du puits, 1,40 mètre, en fait l'un des plus étroits du bassin minier. Le puits, effectué dans des terrains pauvres en charbon, est abandonné en 1840, avant la fondation de la Compagnie des mines d'Azincourt.
Au début du XXIe siècle, Charbonnages de France matérialise la tête du puits Étrœungt, située près d'une habitation, au fond d'une impasse.

## La fosse

### Fonçage
la Compagnie d'Étrœungt creuse le puits d'Étrœungt sur les hauteurs d'Aniche. Le diamètre du puits est de 1,40 mètre, ce qui en fait un des plus étroits du bassin minier. Le cuvelage est en briques.

### Exploitation
La limite méridionale du bassin houiller a été atteinte dans cette fosse. Son emplacement se trouve à 1 200 mètres à l'ouest de la fosse Sainte-Marie, et à 290 mètres de la limite nord de la concession. Elle a été creusée à 120 mètres au sud d'un sondage entrepris par la même société, et qui a atteint le terrain houiller à 122 mètres, et deux veinules de charbon à 123 et 128 mètres. Elle a rencontré le calcaire carbonifère immédiatement sous le tourtia, à la profondeur de 142 mètres, et n'a pénétré dans le terrain houiller qu'à celle de 190 mètres. Le calcaire présente une inclinaison de 60° au sud.
Une bowette poussée vers le nord, au niveau de 165 mètres a bien vite atteint le terrain houiller, puis a recoupé plusieurs veines failleuses, que l'on a explorées sans résultat, sur une assez grande étendue, au levant et au couchant. Un recoupage, entrepris du côté du levant, au sud de la veine la plus méridionale, a également atteint le calcaire, au sud-est du puits. Cela indique que la limite des deux terrains s'infléchit vers le sud, du côté de l'est, de manière à venir passer à une assez grande distance au midi de la fosse Sainte-Marie. Les matériaux extraits de la fosse d'Étrœungt ont servi à remblayer le chemin qui y aboutit. Le seul étage de recette est à la profondeur de 165 mètres.
La fosse Étrœungt est située à 350 mètres au sud du puits Saint-Laurent de la fosse Saint-Laurent - Sainte-Thérèse de la Compagnie des mines d'Aniche, et pas tellement plus loin de la fosse Sainte-Catherine - Saint-Mathias, cette dernière ayant fermé à la même époque. Le puits de reconnaissance, profond de 190 mètres, est abandonné en 1840. L'année suivante, la Compagnie des mines d'Azincourt se forme par la fusion des sociétés d'Azincourt, Carette et Minguet, d'Étrœungt et d'Hordain. La société disparaît définitivement en 1936.

### Reconversion
Au début du XXIe siècle, Charbonnages de France matérialise la tête du puits Étrœungt. Le BRGM y effectue des inspections chaque année. Le puits est situé devant une maison, au fond d'une impasse.

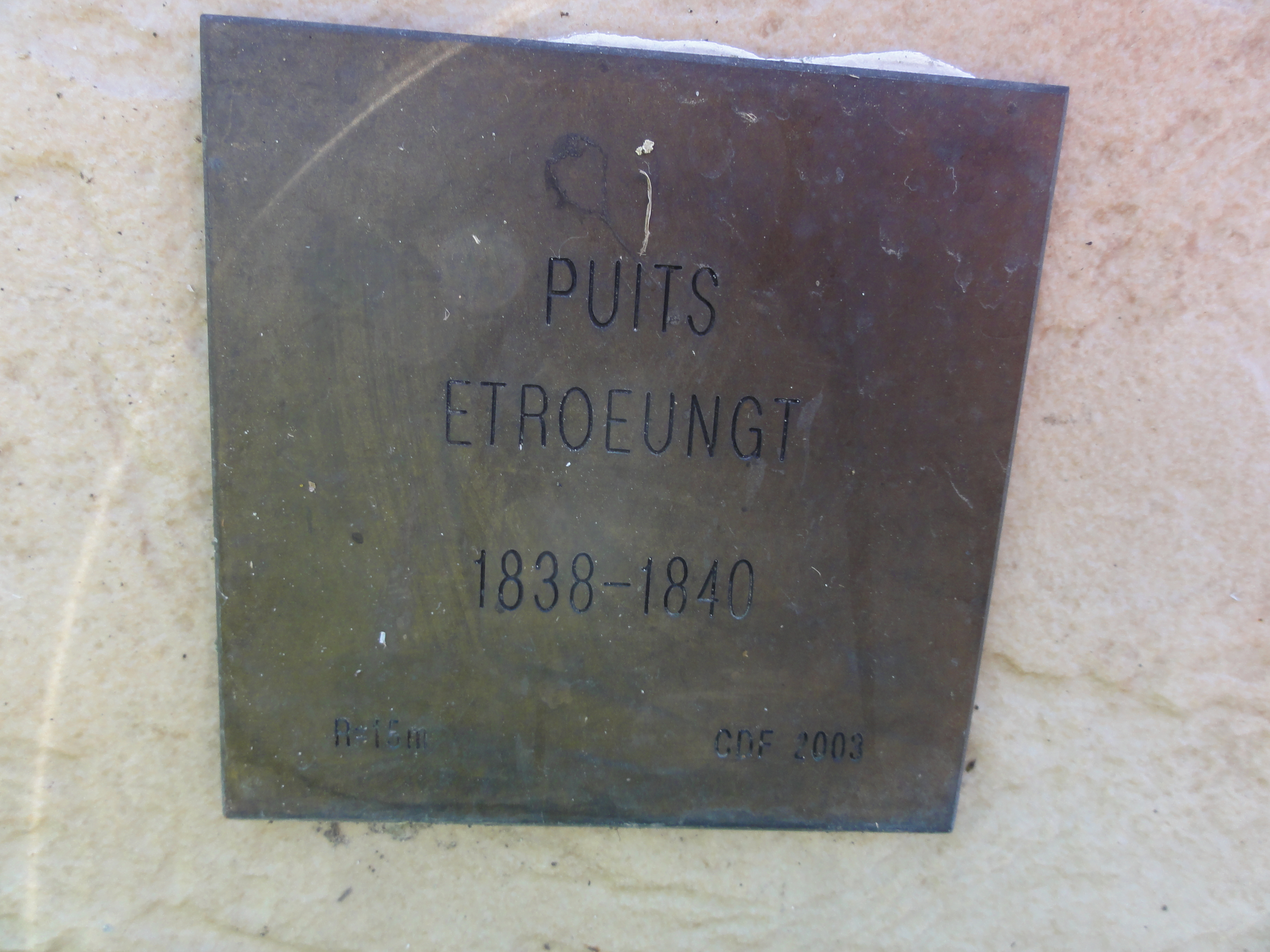
« Puits Étrœungt, 1838 - 1840 ».
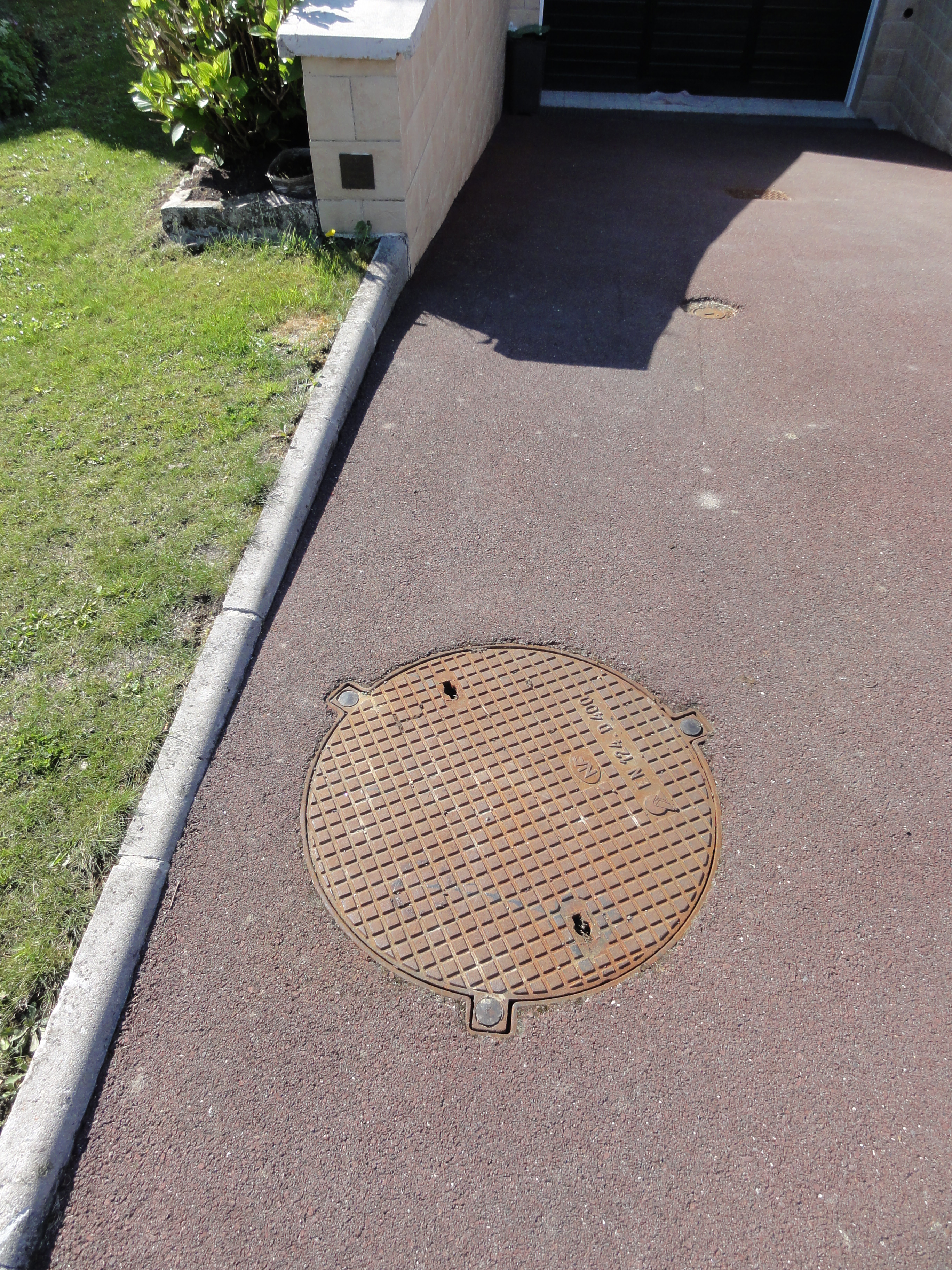
La tête de puits matérialisée, et sa plaque.
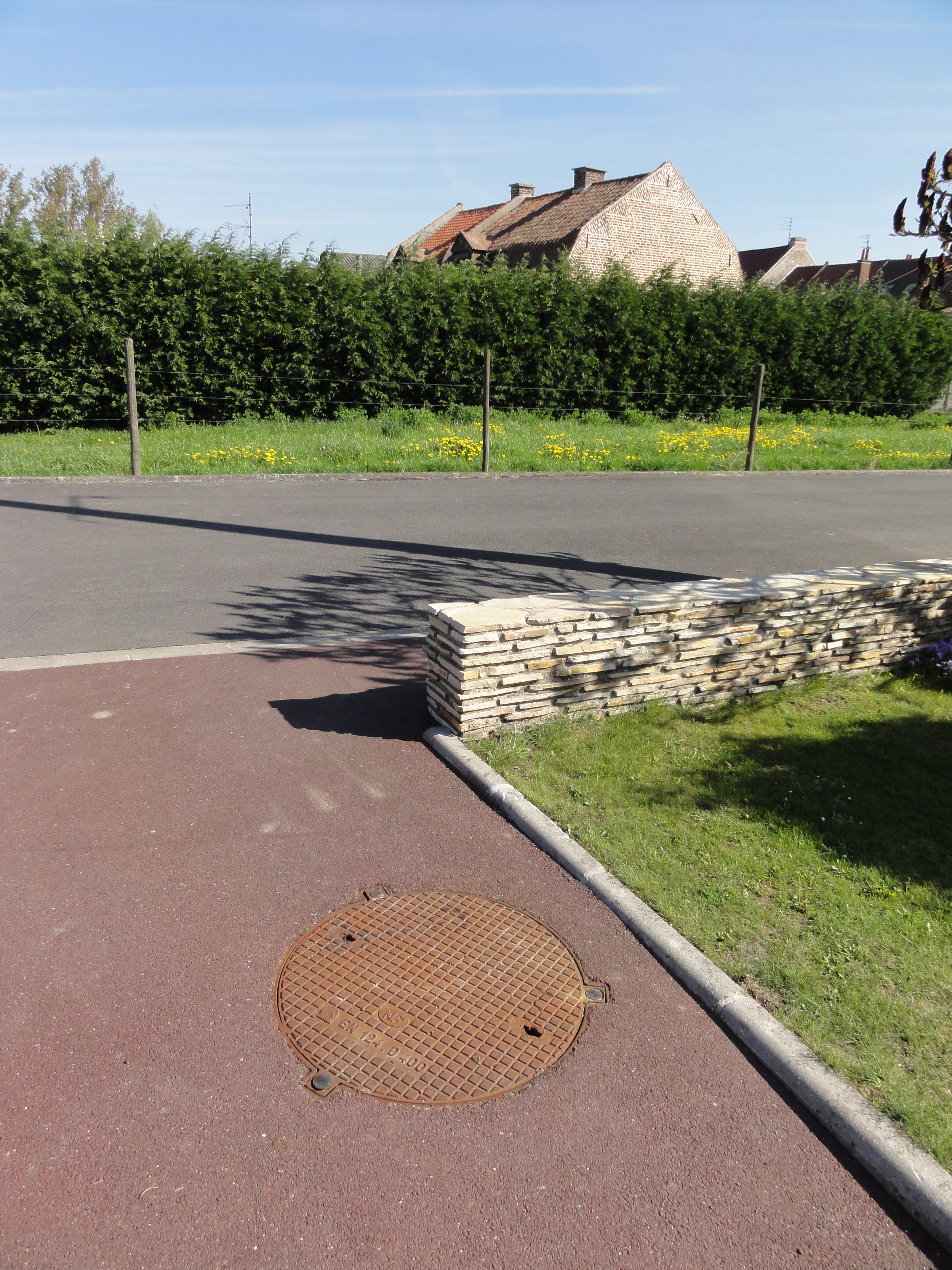
Le puits dans son environnement
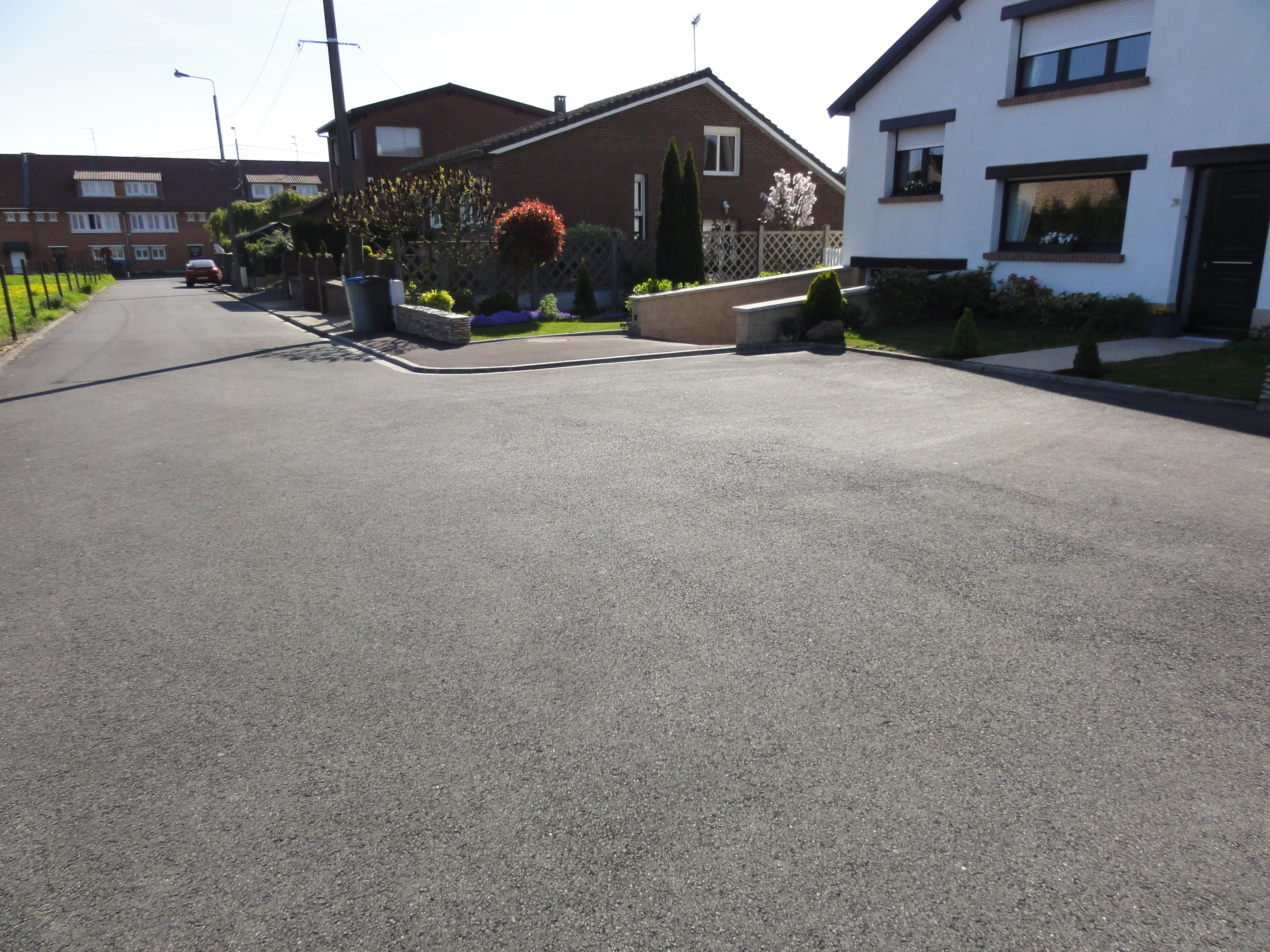
Vue à partir du fond de l'impasse.